# Ils vont faire boum !
Pour plus de détails, voir Fiche technique et Distribution.
Ils vont faire boum ! (titre original : They Go Boom!) est un film américain réalisé par James Parrott, sorti en 1929.

## Fiche technique
- Titre original : They Go Boom!
- Titre français : Ils vont faire boum !
- Réalisation : James Parrott
- Scénario : Leo McCarey (histoire) et H. M. Walker (dialogues)
- Photographie : George Stevens et Art Lloyd
- Montage : Richard C. Currier
- Musique : William Axt (non crédité), Spencer Williams (non crédité)
- Producteur : Hal Roach
- Société de production : Hal Roach Studios
- Société de distribution : Metro-Goldwyn-Mayer
- Pays de production :  États-Unis
- Format : Noir et blanc — 35 mm — 1,20:1 — Son : Mono  (Western Electric System, A Victor Recording)
- Métrage : 575 mètres (2 bobines)
- Genre : comédie
- Durée : 21 minutes
- Dates de sortie :
  - États-Unis : 21 septembre 1929
  - Royaume-Uni : 6 février 1930
  - Espagne : 28 mai 1931

## Distribution
Source principale de la distribution :
- Stan Laurel : Stanley
- Oliver Hardy : Oliver Hardy

Reste de la distribution non créditée
- Charlie Hall : le propriétaire
- Sam Lufkin : le policier

## À noter
- Le tournage s'est déroulé du 26 juin 1929 au 11 juillet 1929 aux Hal Roach Studios à Culver City (près de Los Angeles).